# Ньясси, Санна
Санна Ньясси (англ. Sanna Nyassi, 31 января 1989 года, Бвиам) — гамбийский футболист.

## Карьера

### Клубная
Воспитанник клуба "Гамбия Портс Ауторити". В 2007 году после выступлений на Чемпионате мира среди молодёжных команд в Канаде футболист перебрался в США. Восемь лет Ньясси выступал за различные команды MLS. Наибольших успехов полузащитник добился вместе с "Сиэтл Саундерсом", вместе с которым он дважды побеждал  в Открытом кубке США. Последним коллективом в карьере гамбийца был малайзийский "Пинанг".

### В сборной
За сборную Гамбии игрок дебютировал 1 марта 2010 года в товарищеском матче против Анголы, который завершился со счетом 1:1. За национальную команду он вызывался вместе со своим братом-близнецом Сайнеем. Он также провел несколько лет в MLS. Всего за гамбийцев полузащитник провел 13 встреч.

## Достижения
- Победитель Открытого кубка США (2): 2009, 2010.
- Чемпион Гамбии (1): 2006.
- Обладатель Кубка Гамбии (1): 2007.